# ボーズ・オブ・カナダ
ボーズ・オブ・カナダ（英: Boards of Canada）は、スコットランド出身のエレクトロニック・ミュージック・デュオ。メンバーはマイク・サンディソン (Mike Sandison)とマーカス・イオン (Marcus Eoin)の2人。

## 来歴
1980年代後半から音楽活動を始め、1987年に自身のレーベルである「Music70」から最初のアルバムをカセットテープの形でリリースした。
1996年に「Skamレコード」と契約しシングルをリリース。1998年にはワープ・レコーズからアルバム『ミュージック・ハズ・ザ・ライト・トゥ・チルドレン』をリリースした。ワープに移籍した後、初期のカセットテープのみでリリースしていた作品の一部を限定盤で再発した。
現在までに通算5枚のアルバムと複数のシングルをリリースしている。
ボーズ・オブ・カナダ名義の他、ヘル・インターフェイス (Hell Interface)という変名での活動も行い、4曲を発表している。

## ディスコグラフィ

### スタジオ・アルバム
- 『ミュージック・ハズ・ザ・ライト・トゥ・チルドレン』 - Music Has the Right to Children (1998年、Warp/Skam)
- 『ジオガディ』 - Geogaddi (2002年、Warp)
- 『ザ・キャンプファイア・ヘッドフェイズ』 - The Campfire Headphase (2005年、Warp)
- 『トゥモローズ・ハーヴェスト』 - Tomorrow's Harvest (2013年、Warp)

### ライブ・アルバム
- Peel Session TX 21/07/1998 (1999年、Warp) ※BBCラジオ1ライブ[1]
- Live @ Warp10 (1999年、Warp) ※Warp10周年記念パーティー
- Live @ ATP (2001年、Warp) ※オール・トゥモローズ・パーティーズ at サセックス

### 限定リリース
- Catalog 3 (1987年、Music70) ※カセット。1997年にCDで再発
- Acid Memories (1989年、Music70) ※カセット
- Closes Vol. 1 (1992年、Music70) ※カセット。1997年にCDで再発
- Play By Numbers (1994年、Music70) ※カセット&CD
- Hooper Bay (1994年、Music70) ※レコード
- Twoism (1995年、Music70) ※レコード。2002年にWarpよりLP、CDで再発
- A Few Old Tunes (1996年、Music70) ※カセット
- Boc Maxima (1996年、Music70) ※カセット&CD

### EP
- Twoism (1995年、Music70)
- Hi Scores (1996年、Skam)
- Aquarius (1998年、Skam)
- In a Beautiful Place Out in the Country (2000年、Warp)
- Trans Canada Highway (2006年、Warp)

### 映像作品
- Dayvan Cowboy (2006年、Warp)